# 伯捷旧居
伯捷旧居，是广东省广州市的一座名人故居，位于荔湾芳村白鹤洞山顶（今芳村鹤洞路6号广州市造船厂安老院内），是广州民初时期的著名建筑设计师美国建筑师、土木工程师伯捷为自己设计建造的别墅，荔湾区登记文物保护单位，在2021年4月升格成為廣州市文物保護單位。
伯捷一家曾在此接待孙文、蒋中正，此别墅作为他们的会议室而被称为广州白宫。文保人士在2008年第三次全国文物普查中重新发现了这座建筑。

## 历史
美国建筑师、土木工程师伯捷1902年来到中国，为美国合兴公司勘测粤汉铁路主干线。1904年，他与澳大利亚建筑师帕内合伙开设治平洋行，经营建筑设计。伯捷20世纪初活跃于广州建筑界，他曾参与设计建造了位于沙面的粤海关红楼、瑞记洋行新楼、花旗银行新楼等多座建筑，独立设计了“沙面第一楼”法国东方汇理银行和沙面俄罗斯领事馆，有“沙面建筑之父”之称。他还参与了中山大学马丁堂的设计改建工作。

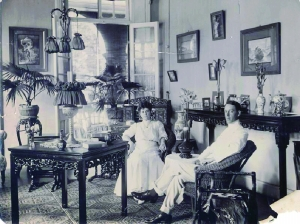
伯捷与夫人在家中

1906年，伯捷在广州成家。1910年前后，伯捷在芳村白鹤洞买下九亩墓地，亲自设计建造了一座房屋，用作自己的私宅。芳村白鹤洞19世纪末到20世纪初逐渐成为西方人聚居区，教会在此办学，教徒来此集聚。此地邻近珠江，风景不错，很多人像伯捷一样选择在这里建造宅邸。1910年代中期，这座建筑正式完工，这里成为伯捷一家的居所。1933年7月，伯捷病逝后，夫人与孩子仍在此居住，直至太平洋战争爆发后被日本人俘虏才离开这里。
伯捷与广东军政府关系密切。广州市政厅1921年成立后，伯捷被聘为广州市政厅设计委员，设计了广州市消防总局、广州市公安局等建筑。根据伯捷夫人1945年所作回忆录，他们曾在这座旧居接待孙文、蒋中正。这座建筑曾是他们的会议室，被称为“广州白宫”。
据报道，伯捷旧居地下室的柱子上曾写有“抗拒从严、坦白从宽”、“惩前毖后、治病救人”的标语。有人据此推断，旧居的地下室后来被人当作地牢使用。

## 建筑
伯捷别墅占地9亩，地上二层，一楼、二楼均有外廊。别墅分主楼、副楼，带有地下室。为适应岭南气候，旧居一楼、二楼用连续廊柱形成外廊空间。廊、柱兼有殖民地建筑风格和欧洲古典建筑风格，柱头、廊下装饰简洁。柱廊在入口或端部突出，增加了建筑的层次感。楼内设会客厅、弹球房、沙龙餐厅。别墅近一半的墙面使用落地窗，大厅的落地窗图案典雅，卧室的落地窗一部分为弧形，其下配有一圈弧形木凳。旧居的阳台很大，绝大部分为开放式，仅一角落用玻璃围起。每个房间都设有壁炉。壁炉颜色鲜艳，有土耳其蓝、酒红等颜色，与别墅内部主色调白色、深木色形成鲜明对比。建筑采用了当时最先进的卫浴设备。根据伯捷的照片，当时旧居既有西式的壁炉、楼梯，也有中式的屏风和家具。地下室建有架空层，可防水、防白蚁，利于通风，可用于储存杂物，还曾被后来人用作地牢。楼顶则设有烟囱和蓄水池。

## 发掘与修缮
2008年，文物工作者在第三次全国文物普查中发现了伯捷旧居，这时这座建筑已经残破不堪，多处漏水。发现时，这座建筑已闲置一段时间，此前为街道办事处使用。伯捷旧居后来被列入第三次全国文物普查广东省百大新发现。荔湾区文管所收集整理了与伯捷旧居相关的地契、图纸、影像、伯捷夫人回忆录等资料。2009年5月，荔湾区人民政府将伯捷旧居等三处历史遗存公布为荔湾区第一批登记保护文物单位。
2009年12月，伯捷旧居开始重修。通过勘察、论证、修缮，旧居基本恢复了原貌。2014年，伯捷旧居修缮完工。然而，修缮之后，伯捷旧居再次荒废丢空。根据《羊城晚报》2016年5月的报道，修缮之后不知何时旧居大门敞开，旧居无人照料，屋内堆了垃圾、积了灰尘，木漆、外墙皮开始脱落。志愿者自发来此打扫卫生，并在豆瓣网成立了伯捷小组，希望更多人参与维护。荔湾区文管所当时回应称，房屋由荔湾区房管局管理，因此不清楚情况。房管局称旧居修缮后已外租给一家企业用作办公场所，但不知何故建筑处于荒废状态，房管局表示将督促该企业加强维护。